# ژدگلووو
ژدگلووو (به صربی: Ždeglovo) یک منطقهٔ مسکونی در صربستان است که در لبانه واقع شده‌است. ژدگلووو ۶۹۵ نفر جمعیت دارد.